# موتا مونتيكورفينو
موتا مونتيكورفينو (بالإيطالية: Motta Montecorvino)‏ هي بلدية في مقاطعة فودجا في إقليم بوليا الإيطالي.

## السكان
في سنة 1861 بلغ عدد السكان 1٬549 نسمة، وتطور العدد ليصل في سنة 2011 لـ 768 نسمة.
يظهر هذا المخطط البياني تطور النمو السكاني لـ موتا مونتيكورفينو